# Tostado
Tostado is een plaats in het Argentijnse bestuurlijke gebied Nueve de Julio in de provincie Santa Fe. De plaats telt 14.249 inwoners.

## Geboren
- Lucas Alario (8 oktober 1992), voetballer